# 艾倫鎮區 (愛荷華州波爾克縣)
艾倫鎮區（英語：Allen Township）是位於美國愛荷華州波爾克縣的一個行政鎮區。

## 地方資料
根據2010年美國人口普查的數據，艾倫鎮區的面積為37.70平方千米，當中陸地面積為36.31平方千米，而水域面積為1.39平方千米。當地共有人口2448人，而人口密度為每平方千米64.93人。